# رضا موزونی
رضا موزونی (زادۀ ۱۳۵۰  گیلانغرب کرمانشاه) شاعر، نویسنده، پژوهشگر و مجری صدا و سیمای مرکز کرمانشاه است که از دی ماه ۱۳۸۷ تا شهریور ۱۳۹۶ سمت مدیر کانون پرورش فکری کودکان و نوجوانان استان کرمانشاه را بر عهده داشت. وی هم‌اکنون در آموزش‌و‌پرورش کرمانشاه خدمت می‌کند.

## تالیفات
از وی کتاب‌هایی در شعر کردی کلهری و به ویژه برای کودکان و نوجوانان منتشر شده‌است. برخی از آن‌ها عبارتند از:
- موزونی، رضا (۱۳۸۹). تاتی : مجموعه شعر کودک با گویش کردی کرمانشاهی. کرمانشاه: نشر باغ نی.
- موزونی، رضا (۱۳۸۵). مورچه و گلوله کاموا. تهران: شرکت انتشارات علمی و فرهنگی. شابک ۹۶۴-۴۴۵-۷۵۶-۰.
- موزونی، رضا (۱۳۸۳). میمگه جارووبه‌رقی(خاله جاروبرقی). کرمانشاه. شابک ۹۶۴-۰۶-۵۸۹۸-۷.
- موزونی، رضا (۱۳۸۹). یخی که عاشق خورشید شد. تهران: کانون پرورش فکری کودکان و نوجوانان.
- موزونی، رضا (۱۳۸۱). یەی شەو ئەگەر بچیدن...: مجموعه شعر کردی. کرمانشاه: چشمه هنر و دانش.
- موزونی، رضا (۱۳۸۹). چراخ: مجموعه شعر کردی. کرمانشاه: دیباچه.
- موزونی، رضا (۱۳۹۳). ترانه‌های سرزمین مادری. کرمانشاه: دیباچه.
- موزونی، رضا (۱۳۹۹). پسر صیاد: براساس یک افسانه قدیمی کردی. ج. تصویرگر میترا عبدالهی، طراح گرافیک رضوان جهانی. تهران: مدرسه.

## ترجمۀ آثار
کتاب داستان کودک یخی که عاشق خورشید شد رضا موزونی به چهار زبان اسپانیایی، پرتغالی، ایتالیایی و ژاپنی ترجمه شده‌است. ترجمۀ پرتغالی این کتاب همچنین در جام جهانی فوتبال ۲۰۱۴ به عنوان هدیه‌ای فرهنگی به کودکان برزیل، از سوی تیم ملی فوتبال ایران به تیم ملی فوتبال برزیل اهدا شد. ترجمه ایتالیایی این کتاب در ماه مه ۲۰۱۶ از سوی انتشارات والنتینا در ایتالیا انجام گرفته‌است.